# Сабін (хан Болгарії)
Сабін (болг. Савѝн або Сабѝн) — хан Болгарії з 765 до 766 року.
Існують гіпотези щодо слов'янського походження Сабіна, та швидше всього, він був представником староболгарської аристократії. Хану Кормісошу він доводився зятем.
Під час свого правління схилявся до миру із Візантією. Відразу після отримання влади він направив посланців до імператора з проханням миру. Спочатку переговори велися таємно, та коли після цей факт набув відомості, серед народу почалися заворушення. Був скликаний «народний собор», на якому вирішувалася доля подальшої політики щожо Візантії. Прихильників війни виявилося більше. Сабін після цього був змушений втікати до Константинополя. Імператор Костянтин V прийняв його та потурбувався, щоб його родичів теж доправили да Візантії. Він був впевнений, що через хана зможе контролювати Болгарію. На престол Сабін не повернувся і закінчив своє життя в Константинополі.